# Cosmotomidius setosus
Cosmotomidius setosus är en skalbaggsart som först beskrevs av Audinet-serville 1835.  Cosmotomidius setosus ingår i släktet Cosmotomidius och familjen långhorningar.
Artens utbredningsområde är Paraguay. Inga underarter finns listade i Catalogue of Life.